# Abeiku Quansah
Abeiku Quansah (n. 2 noiembrie 1990, Kumasi, Ghana) este un fotbalist aflat sub contract cu OGC Nice.